# Lee Sedol
Đây là một tên người Triều Tiên, họ là Lee.
Lee Sedol (tiếng Hàn Quốc: 이세돌; sinh ngày 2 tháng 3 năm 1983) hay Lee Se-dol, là cựu kỳ thủ cờ vây cửu đẳng chuyên nghiệp người Hàn Quốc. Tính đến tháng 2 năm 2016, anh đứng thứ hai trong các danh hiệu quốc tế (18), chỉ sau Lee Chang-ho (21). Anh là người trẻ tuổi thứ 5 (12 tuổi 4 tháng) trở thành kỳ thủ cờ vây chuyên nghiệp trong lịch sử Hàn Quốc sau Cho Hun-hyun (9 tuổi 7 tháng), Lee Chang-ho (11 tuổi 1 tháng), Cho Hye-yeon (11 tuổi) năm 10 tháng) và Choi Cheol-han (12 tuổi 2 tháng). Biệt danh của anh là "Viên đá mạnh mẽ" (Ssen-dol). Vào tháng 3 năm 2016, anh đã chơi một loạt trận đáng chú ý với AlphaGo, trận đấu kết thúc với tỷ số 1 thắng 4 bại.
Vào ngày 19 tháng 11 năm 2019, Lee tuyên bố từ giã sự nghiệp thi đấu chuyên nghiệp, nói rằng anh không bao giờ có thể trở thành kỳ thủ cờ vây hàng đầu do sự thống trị ngày càng tăng của trí tuệ nhân tạo. Lee gọi đó là một thực thể không thể bị đánh bại.

## Tiểu sử
Lee sinh ra tại Hàn Quốc vào năm 1983. Được biết bố của anh là ông Lee Soo Oh là người đặt nền móng và là người thầy dạy cờ vây đầu tiên của anh. Anh bắt đầu học cờ từ lúc 5 tuổi; đến năm 8 tuổi anh bắt đầu đấu cờ với bố và chỉ 1 năm sau, sức cờ của anh đã vượt qua người bố của mình vào năm 9 tuổi.
Khi được phong chuyên nghiệp, Lee Se Dol đã thể hiện mình kỳ thủ mạnh thứ 5 sau các huyền thoại như Cho Hoon-hyun, Lee Chang-ho, Jo Hye-yeon, Choi Cheol-han và chỉ mất 2 năm sau đó, anh đã đạt 2 dan. Sau khi đạt 2 dan vào năm 1999, Lee Se Dol đạt đến đỉnh cao phong độ và anh đã đạt được giải thưởng kỳ thủ xuất sắc nhất Hàn Quốc vào năm 2000 với thành tích 32 trận thắng liên tiếp. Đáng chú ý vào năm 2003 anh đã chiến thắng giải Fujitsu thế giới lần thứ 15 chỉ với sức cờ 3 dan, phá vỡ kỷ lục của Lee Chang-ho vô địch giải cờ Đông Dương năm 1992 với sức cờ 5 dan. Năm 2003, viện cờ Hàn Quốc đã phải phá vỡ tiền lệ thăng định mức sức cờ cho Lee từ 3 dan lên 9 dan. Sau đó anh tiếp tục vô địch giải quốc tế thứ 18 và cho đến thời điểm hiện tại, anh vẫn được công nhận là một trong những kỳ thủ mạnh nhất thế giới.
Vào tháng 2 năm 2013, Lee thông báo rằng anh dự định nghỉ hưu trong vòng ba năm và chuyển đến Mỹ để quảng bá cờ vây. Nickname của anh ấy khi chơi trên Tygem là "Gjopok". Anh cũng thường được gọi là "Bigeumdo Boy" vì anh sinh ra và lớn lên trên đảo Bigeumdo.
Vào năm 2016, trận chiến lịch sử giữa anh và AlphaGo - một trí tuệ AI do Google phát triển với giải thưởng trị giá 1 triệu đô la là tâm điểm của truyền thông thế giới lúc đó. Tuy thua với tỷ số 4–1 nhưng anh là một trong những kỳ thủ hiếm hoi từng thắng được trí tuệ AI trong cờ vây.
Tuy là siêu kỳ thủ đứng thứ 2 trên thế giới, anh lại là người rất khiêm tốn, luôn tự mô tả kỹ năng khai cuộc của mình là "rất yếu".
Anh ấy đã kết hôn với Kim Hyun-jin và có một cô con gái, Lee Hye-rim. Anh trai Lee Sang-hoon (go player) cũng là một kỳ thủ cờ vây chuyên nghiệp 9 đẳng.

## Phong cách
Nếu như phong cách chơi cờ của Lee Chang-ho đầy khí chất áp đảo đối thủ bằng những nước cờ ổn định nhưng đầy tính toán thì Lee Se Dol lại mang phong cách đàn áp đối phương, ép giao tranh với họ và chiến thắng đối thủ bằng chính khả năng đọc cờ của bản thân nên Se Dol được giới cờ vây nghiệp dư mến mộ nhờ lối đánh hổ báo, chiến tranh và đầy uy lực. Vốn rất mạnh với những nước cờ đặc biệt thông minh và sáng tạo, chỉ cần đọc vị được sơ hở của đối phương, bất kể khai cuộc, trung hay tàn cuộc, anh đều sẽ ép giao tranh ngay lập tức. Nhờ lối đánh này mà anh đạt được nhiều chiến thắng lội ngược dòng, biến thế cờ từ vô vọng sang chiến thắng.

## Ván cờ cố tình sử dụng kỹ thuật "vặn đầu dê không thành công" để giành chiến thắng
Ván cờ diễn ra giữa Lee Sedol và Hong Chang-sik trong giải KAT cup vào ngày 23 tháng 4 năm 2003. Trận đấu đáng chú ý với việc Lee sử dụng hình cờ vặn đầu dê không khả thi.
| \| \| \| \| \| \| \| \| \| \| \| \| \| \| \| \| \| \| \| \| \| \| \| \| \| \| \| \| \| \| \| \| \| \| \| \| \| \| \| \| \| \| \| \| \| \| \| \| \| \| \| \| \| \| \| \| \| \| \| \| \| \| \| \| \| \| \| \| \| \| \| \| \| \| \| \| \| \| \| \| \| \| \| \| \| \| \| \| \| \| \| \| \| \| \| \| \| \| \| \| \| \| \| \| \| \| \| \| \| \| \| \| \| \| \| \| \| \| \| \| \| \| \| \| \| \| \| \| \| \| \| \| \| \| \| \| \| \| \| \| \| \| \| \| \| \| \| \| \| \| \| \| \| \| \| \| \| \| \| \| \| \| \| \| \| \| \| \| \| \| \| \| \| \| \| \| \| \| \| \| \| \| \| \| \| \| \| \| \| \| \| \| \| \| \| \| \| \| \| \| \| \| \| \| \| \| \| \| \| \| \| \| \| \| \| \| \| \| \| \| \| \| \| \| \| \| \| \| \| \| \| \| \| \| \| \| \| \| \| \| \| \| \| \| \| \| \| \| \| \| \| \| \| \| \| \| \| \| \| \| \| \| \| \| \| \| \| \| \| \| \| \| \| \| \| \| \| \| \| \| \| \| \| \| \| \| \| \| \| \| \| \| \| \| \| \| \| \| \| \| \| \| \| \| \| \| \| \| \| \| \| \| \| \| \| \| \| \| \| \| \| \| \| \| \| \| \| \| \| \| \| \| \| \| \| \| \| \| \| \| \| \| \| \| \| \| \| \| \| \| \| \| \| \| \| \| \| \| \| \| \| \| \| \| \| \| \| \| \| \| \| \| \| \| \| \| \| \| \| \| |  |  |  |  |  |  |  |  |  |  |  |  |  |  |  |  |  |  |
| Moves 67 to 97 (Đen: Lee Sedol; Trắng: Hong Chang-sik) Trắng đầu hàng ở nước thứ 211 |  |  |  |  |  |  |  |  |  |  |  |  |  |  |  |  |  |  |
| |  |  |  |  |  |  |  |  |  |  |  |  |  |  |  |  |  |  |
| |  |  |  |  |  |  |  |  |  |  |  |  |  |  |  |  |  |  |
| |  |  |  |  |  |  |  |  |  |  |  |  |  |  |  |  |  |  |
| |  |  |  |  |  |  |  |  |  |  |  |  |  |  |  |  |  |  |
| |  |  |  |  |  |  |  |  |  |  |  |  |  |  |  |  |  |  |
| |  |  |  |  |  |  |  |  |  |  |  |  |  |  |  |  |  |  |
| |  |  |  |  |  |  |  |  |  |  |  |  |  |  |  |  |  |  |
| |  |  |  |  |  |  |  |  |  |  |  |  |  |  |  |  |  |  |
| |  |  |  |  |  |  |  |  |  |  |  |  |  |  |  |  |  |  |
| |  |  |  |  |  |  |  |  |  |  |  |  |  |  |  |  |  |  |
| |  |  |  |  |  |  |  |  |  |  |  |  |  |  |  |  |  |  |
| |  |  |  |  |  |  |  |  |  |  |  |  |  |  |  |  |  |  |
| |  |  |  |  |  |  |  |  |  |  |  |  |  |  |  |  |  |  |
| |  |  |  |  |  |  |  |  |  |  |  |  |  |  |  |  |  |  |
| |  |  |  |  |  |  |  |  |  |  |  |  |  |  |  |  |  |  |
| |  |  |  |  |  |  |  |  |  |  |  |  |  |  |  |  |  |  |
| |  |  |  |  |  |  |  |  |  |  |  |  |  |  |  |  |  |  |
| |  |  |  |  |  |  |  |  |  |  |  |  |  |  |  |  |  |  |
| |  |  |  |  |  |  |  |  |  |  |  |  |  |  |  |  |  |  |

Thông thường, khi dùng kỹ thuật vặn đầu dê bị hỏng là một sai lầm, liên quan nhiều trong lúc khai cuộc, bởi vì những quân cờ khi hành quân sẽ rất yếu. Giữa các kỳ thủ chuyên nghiệp lại càng phải nắm rõ, điều này dễ dẫn đến thua cuộc. Lee, cầm quân đen, không quan tâm lắm đến khía cạnh truyền thống này, đã cố tình sử dụng kỹ thuật trên để chiếm một nhóm lớn các viên đá của Hong ở phía dưới bên phải của bàn cờ. Sau tình huống này, hai bên vẫn tiếp tục. Và đến cuối ván (sau 211 nước), Trắng đầu hàng.

## Đấu với AlphaGo
Bắt đầu từ ngày 9 tháng 3 năm 2016, Lee đã chơi một chuỗi trận đấu 5 ván, được phát sóng trực tiếp, với chương trình máy tính AlphaGo, được phát triển bởi công ty trí tuệ nhân tạo Google DeepMind có trụ sở tại London với giải thưởng 1 triệu đô la. Anh ấy nói "Tôi đã nghe nói rằng AI của Google DeepMind mạnh một cách đáng ngạc nhiên và ngày càng mạnh hơn, nhưng tôi tự tin rằng mình có thể giành chiến thắng ít nhất là vào thời điểm này". Trong một cuộc phỏng vấn với Sohn Suk-hee của JTBC Newsroom vào ngày 22 tháng 2 năm 2016, Lee khẳng định sự tự tin của mình một lần nữa. Trong cuộc phỏng vấn này, anh ấy nhận định luật về thời gian trong trận đấu này, có vẻ rất cân bằng để cả anh ấy và AI đều phải chịu áp lực về thời gian. Trong một cuộc phỏng vấn khác trên Yonhap News, Lee Se-dol nói rằng anh tự tin đánh bại AlphaGo với tỷ số 5–0, hoặc ít nhất là 4–1 và chấp nhận thử thách chỉ sau năm phút. Anh ấy cũng tuyên bố: "Tất nhiên, (chương trình phần mềm) sẽ có nhiều bản cập nhật trong bốn hoặc năm tháng qua, nhưng với thời gian đó thì chưa đủ để vượt qua tôi".
Vào ngày 9 tháng 3, Lee cầm quân Đen và thua ván đầu tiên. Ngày 10 tháng 3, anh chơi Trắng và thua ván thứ hai. Vào ngày 12 tháng 3, anh ta chơi Đen và thua ván thứ ba. Vào ngày 13 tháng 3, anh ta chơi Trắng và thắng ván thứ tư, sau một nước đi bất ngờ tại Trắng 78 được mô tả là "một tesuji xuất sắc", và được ca ngợi bởi Gu Li cửu đẳng là một "nước đi thần thánh", một nước đi mà Gu Li hoàn toàn không lường trước được. GoGameGuru nhận xét rằng ván này là "một kiệt tác đối với Lee Sedol và gần như chắc chắn sẽ trở thành một ván đấu nổi tiếng trong lịch sử cờ vây". Lee nhận xét sau chiến thắng mà anh cho là AlphaGo mạnh nhất khi chơi trắng (thứ hai). Vì lý do này, và bởi vì anh ấy nghĩ rằng chiến thắng lần thứ hai với quân đen sẽ có giá trị hơn chiến thắng với quân trắng, anh ấy đã yêu cầu anh ấy chơi quân đen trong ván thứ năm cuối cùng, được coi là rủi ro hơn khi tuân theo luật cờ vây của Trung Quốc. Vào ngày 15 tháng 3, anh ta chơi đen và thua ván thứ năm, với tỷ số chung cuộc 1–4.
| \| \| \| \| \| \| \| \| \| \| \| \| \| \| \| \| \| \| \| \| \| \| \| \| \| \| \| \| \| \| \| \| \| \| \| \| \| \| \| \| \| \| \| \| \| \| \| \| \| \| \| \| \| \| \| \| \| \| \| \| \| \| \| \| \| \| \| \| \| \| \| \| \| \| \| \| \| \| \| \| \| \| \| \| \| \| \| \| \| \| \| \| \| \| \| \| \| \| \| \| \| \| \| \| \| \| \| \| \| \| \| \| \| \| \| \| \| \| \| \| \| \| \| \| \| \| \| \| \| \| \| \| \| \| \| \| \| \| \| \| \| \| \| \| \| \| \| \| \| \| \| \| \| \| \| \| \| \| \| \| \| \| \| \| \| \| \| \| \| \| \| \| \| \| \| \| \| \| \| \| \| \| \| \| \| \| \| \| \| \| \| \| \| \| \| \| \| \| \| \| \| \| \| \| \| \| \| \| \| \| \| \| \| \| \| \| \| \| \| \| \| \| \| \| \| \| \| \| \| \| \| \| \| \| \| \| \| \| \| \| \| \| \| \| \| \| \| \| \| \| \| \| \| \| \| \| \| \| \| \| \| \| \| \| \| \| \| \| \| \| \| \| \| \| \| \| \| \| \| \| \| \| \| \| \| \| \| \| \| \| \| \| \| \| \| \| \| \| \| \| \| \| \| \| \| \| \| \| \| \| \| \| \| \| \| \| \| \| \| \| \| \| \| \| \| \| \| \| \| \| \| \| \| \| \| \| \| \| \| \| \| \| \| \| \| \| \| \| \| \| \| \| \| \| \| \| \| \| \| \| \| \| \| \| \| \| \| \| \| \| \| \| \| \| \| \| \| \| \| \| |  |  |  |  |  |  |  |  |  |  |  |  |  |  |  |  |  |  |
| Ván thứ 4, Lee Sedol (Trắng) v. AlphaGo (Đen) 78 nước đầu tiên của ván cờ |  |  |  |  |  |  |  |  |  |  |  |  |  |  |  |  |  |  |
| |  |  |  |  |  |  |  |  |  |  |  |  |  |  |  |  |  |  |
| |  |  |  |  |  |  |  |  |  |  |  |  |  |  |  |  |  |  |
| |  |  |  |  |  |  |  |  |  |  |  |  |  |  |  |  |  |  |
| |  |  |  |  |  |  |  |  |  |  |  |  |  |  |  |  |  |  |
| |  |  |  |  |  |  |  |  |  |  |  |  |  |  |  |  |  |  |
| |  |  |  |  |  |  |  |  |  |  |  |  |  |  |  |  |  |  |
| |  |  |  |  |  |  |  |  |  |  |  |  |  |  |  |  |  |  |
| |  |  |  |  |  |  |  |  |  |  |  |  |  |  |  |  |  |  |
| |  |  |  |  |  |  |  |  |  |  |  |  |  |  |  |  |  |  |
| |  |  |  |  |  |  |  |  |  |  |  |  |  |  |  |  |  |  |
| |  |  |  |  |  |  |  |  |  |  |  |  |  |  |  |  |  |  |
| |  |  |  |  |  |  |  |  |  |  |  |  |  |  |  |  |  |  |
| |  |  |  |  |  |  |  |  |  |  |  |  |  |  |  |  |  |  |
| |  |  |  |  |  |  |  |  |  |  |  |  |  |  |  |  |  |  |
| |  |  |  |  |  |  |  |  |  |  |  |  |  |  |  |  |  |  |
| |  |  |  |  |  |  |  |  |  |  |  |  |  |  |  |  |  |  |
| |  |  |  |  |  |  |  |  |  |  |  |  |  |  |  |  |  |  |
| |  |  |  |  |  |  |  |  |  |  |  |  |  |  |  |  |  |  |
| |  |  |  |  |  |  |  |  |  |  |  |  |  |  |  |  |  |  |

Sau chiến thắng ở ván thứ 4 của mình, Lee đã vui mừng: "Tôi không nghĩ rằng mình đã từng cảm thấy tốt như vậy sau khi chỉ thắng một trận. Tôi nhớ lúc đầu tôi đã nói sẽ thắng tất cả hoặc chỉ thua một ván đấu. Nếu điều này thực sự xảy ra - tôi đã thắng 3 vòng và thua ở vòng này - thì điều đó sẽ ảnh hưởng rất nhiều đến danh tiếng của tôi. Tuy nhiên, vì tôi đã thắng sau khi thua 3 trận liên tiếp nên tôi rất vui. Tôi sẽ không bao giờ đánh đổi chiến thắng này để lấy bất cứ thứ gì trên thế giới". Ông nói thêm: "Tôi, Lee Se-dol, đã thua, nhưng nhân loại thì không". Tuy nhiên, sau trận đấu cuối cùng, Lee đã rất buồn: "Tôi đã thất bại. Tôi cảm thấy rất tiếc vì trận đấu đã hết và nó đã kết thúc theo kiểu này. Tôi đã muốn nó kết thúc tốt đẹp". Anh cũng nói rằng: "Là một kỳ thủ cờ vây chuyên nghiệp, tôi không bao giờ muốn chơi lại những trận đấu thế này. Tôi đã chịu đựng trận đấu vì tôi đã chấp nhận nó".

## Quá trình phong đẳng
Lee Sedol trở thành kỳ thủ chuyên nghiệp vào năm 1995 và đạt 9 đẳng vào năm 2003.
| Cấp   | Ngày                | Ghi chú |
| ----- | ------------------- | --- |
| 1 dan | 2 tháng 7 năm 1995  | Được thăng hạng chuyên nghiệp sau khi vượt qua bài kiểm tra vòng loại.                                                                 |
| 2 dan | 1 tháng 1 năm 1998  | |
| 3 dan | 1 tháng 1 năm 2000  | |
| 6 dan | 28 tháng 3 năm 2003 | Vô địch LG Cup lần thứ 7 trước Lee Changho (được bỏ qua tứ đẳng và ngũ đẳng do quy định thăng hạng của Viện cờ Hàn Quốc Hanguk Kiwon). |
| 7 dan | 6 tháng 5 năm 2003  | Á quân tại KT Cup gặp Yoo Changhyuk.                                                                                                   |
| 9 dan | 7 tháng 7 năm 2003  | Giành Cúp Fujitsu lần thứ 16 trước Song Taekon (được bỏ qua bát đẳng do quy định thăng hạng của Viện cờ Hàn Quốc.                      |

## Thành tích trong sự nghiệp
| Năm     | Thắng | Bại | Thắng lợi % |
| ------- | ----- | --- | ----------- |
| 1997    | 0     | 1   | 0,0%        |
| 1998    | 0     | 1   | 0,0%        |
| 1999    | 0     | 0   |             |
| 2000    | 30    | 12  | 71,4%       |
| 2001    | 31    | 17  | 64,6%       |
| 2002    | 48    | 25  | 65,8%       |
| 2003    | 33    | 18  | 64,7%       |
| 2004    | 40    | 18  | 69,0%       |
| 2005    | 44    | 21  | 67,7%       |
| 2006    | 78    | 28  | 73,6%       |
| 2007    | 81    | 23  | 77,9%       |
| 2008    | 74    | 26  | 74,0%       |
| 2009    | 26    | 15  | 63,4%       |
| 2010    | 74    | 14  | 84,1%       |
| 2011    | 54    | 21  | 72,0%       |
| 2012    | 61    | 25  | 70,9%       |
| 2013    | 54    | 39  | 58,1%       |
| 2014    | 59    | 25  | 70,2%       |
| 2015    | 53    | 27  | 66,2%       |
| 2016    | 48    | 27  | 64,0%       |
| 2017    | 29    | 13  | 69,0%       |
| 2018    | 53    | 36  | 59,6%       |
| 2019    | 10    | 5   | 66,7%       |
| Toàn bộ | 980   | 437 | 69,2%       |

## Các danh hiệu và á quân
Về số lượng danh hiệu, Lee Sedol xếp thứ 3 về tổng số danh hiệu ở Hàn Quốc và thứ 2 về danh hiệu quốc tế.
| Trong nước                   | Trong nước                 | Trong nước                 |
| Tiêu đề                      | Thắng                      | Á quân                     |
| ---------------------------- | -------------------------- | -------------------------- |
| Baedalwang                   | 1 (2000)                   |                            |
| Cúp Paedal                   | 1 (2000)                   |                            |
| Chunwon                      | 1 (2000)                   | 2 (2006, 2008)             |
| Wangwi                       |                            | 2 (2002, 2004)             |
| Cúp BC Card                  | 1 (2002)                   |                            |
| Cúp KTF                      | 1 (2002)                   |                            |
| New Pro King                 | 1 (2002)                   |                            |
| SK Gas Cup                   | 1 (2002)                   | 1 (2000)                   |
| Cúp KT                       |                            | 1 (2003)                   |
| Guksu                        | 2 (2007, 2009)             | 1 (2014)                   |
| Price Information Cup        | 3 (2006–2007, 2010)        | 1 (2008)                   |
| Siptan                       | 1 (2011)                   |                            |
| Olleh KT Cup                 | 2 (2010-11)                |                            |
| Cúp GS Caltex                | 3 (2002, 2006, 2012)       | 3 (2007, 2013, 2018)       |
| Myungin                      | 4 (2007–2008, 2012, 2016)  | 1 (2013)                   |
| Cúp Maxim                    | 5 (2005–2007, 2014, 2016)  | 1 (2013)                   |
| Cúp KBS                      | 3 (2006, 2014, 2016)       | 4 (2001, 2004, 2009, 2015) |
| Toàn bộ                      | 30                         | 17                         |
| Lục địa                      |                            |                            |
| Tiêu đề                      | Thắng                      | Á quân                     |
| China – Korea New Pro Wang   | 1 (2002)                   |                            |
| Trung Quốc – Hàn Quốc Tengen |                            | 1 (2001)                   |
| World Meijin                 | 1 (2018)                   |                            |
| Toàn bộ                      | 2                          | 1                          |
| Quốc tế                      |                            |                            |
| Tiêu đề                      | Thắng                      | Á quân                     |
| Cúp Fujitsu                  | 3 (2002–2003, 2005)        | 1 (2010)                   |
| Cúp LG                       | 2 (2003, 2008)             | 2 (2001, 2009)             |
| Cúp Samsung                  | 4 (2004, 2007–2008, 2012)  | 1 (2013)                   |
| World Oza                    | 2 (2004, 2006)             |                            |
| Zhonghuan Cup                |                            | 1 (2005)                   |
| Asian TV Cup                 | 4 (2007, 2008, 2014, 2015) | 2 (2009, 2017)             |
| Cúp BC Card                  | 2 (2010–2011)              |                            |
| Cúp Chunlan                  | 1 (2011)                   | 1 (2013)                   |
| Mlily Cup (梦 百合 杯)       |                            | 1 (2016)                   |
| Toàn bộ                      | 18                         | 9                          |
| Tổng số sự nghiệp            |                            |                            |
| Toàn bộ                      | 50                         | 27                         |

## Giải đấu Cờ vây đồng đội Hàn Quốc
| Mùa  | Đội                                  | Thứ hạng     | Thắng-bại |
| ---- | ------------------------------------ | ------------ | --------- |
| 2007 | Đội No.1 Fire Insurance (Đội trưởng) | Vị trí thứ 4 | 9–5       |
| 2008 | Đội No.1 Fire Insurance (Đội trưởng) | Vị trí thứ 4 | 13–3      |
| 2010 | Đội Shinan Chunil Salt (Đội trưởng)  | Quán quân    | 16–2      |
| 2011 | Đội Shinan Chunil Salt (Đội trưởng)  | Vị trí thứ 7 | 1–2       |

## Giải đồng đội hạng A Trung Quốc
| Mùa  | Đội                       | Thứ hạng     | Thắng-bại |
| ---- | ------------------------- | ------------ | --------- |
| 2007 | Đội Quý Châu (Đội trưởng) | Vị trí thứ 2 | 9–3       |
| 2008 | Đội Quý Châu (Đội trưởng) | Vị trí thứ 2 | 8–0       |
| 2009 | Đội Quý Châu (Đội trưởng) | Vị trí thứ 8 | 6–4       |

## Ngoài lề
Lee Se Dol có giọng nói khá kỳ lạ, âm sắc rất mỏng nên khi nghe lần đầu tiên rất nhiều người lầm tưởng là giọng nữ. Nguyên nhân là sau khi lên chuyên nghiệp vào năm 14 tuổi, anh bị stress nặng dẫn đến triệu chứng mất khả năng sử dụng ngôn ngữ: lúc nhỏ anh sống xa bố mẹ, phải chuyển sang Seoul sinh sống với người bảo hộ là anh trai, và khi anh trai phải nhập ngũ nên Lee không được điều trị chu đáo do đó căn bệnh đã ảnh hưởng đến hệ thần kinh. Phải trải qua thời gian dài anh mới có thể tìm lại khả năng sử dụng ngôn ngữ nhưng giọng nói đã bị biến đổi.